# Death March Kara Hajimaru Isekai Kyōsōkyoku
Death March Kara Hajimaru Isekai Kyōsōkyoku (デスマーチからはじまる異世界狂想曲 Desu Māchi Kara Hajimaru Isekai Kyōsōkyoku?), conocido como Death March to a Parallel World Rhapsody y comúnmente abreviado como DeathMa, es una serie de novelas ligeras japonesas escritas por Hiro Ainana e ilustradas por Shri. El primer volumen fue publicado en marzo de 2014. Una adaptación a manga por Ayamegumu fue hecha en Age Premium hasta que cesó la publicación, y fue entonces transferido a Monthly Dragon Age. Las dos novelas ligeras y la adaptación a manga han sido licenciadas para su publicación en Norteamérica por Yen Press. Una adaptación al anime producida por el estudio Silver Link y Connect se estrenó el 11 de enero de 2018.

## Sinopsis
Ichirō Suzuki es un programador de videojuegos que, como su compañero desaparece justo antes del lanzamiento de un título, tiene que arreglar los fallos él solo. Concluido el trabajo, toma una siesta y de alguna manera despierta en un mundo muy similar al que estaba editando. Ahora tiene otro nombre, Satou Pendragon y, al activar una habilidad predeterminada, visualiza un grupo de hombres lagarto no muy lejos de su posición. Para sobrevivir, utiliza la habilidad de regalo «Lluvia de estrellas» —o «Ducha de Meteoros»—, que le posibilita aniquilar a todos los enemigos y subir al nivel 310, cosa que lo hace muy rico. Satou decide esconder su nivel y vivir pacíficamente conociendo personas nuevas, tales como Zena Marientail, Pochi, Tama, Liza, Arisa o Lulu.

## Personajes
Ichirō Suzuki (鈴木一郎 Suzuki Ichirō?) / Satou Pendragon (サトゥー・ペンドラゴン Satū Pendoragon?)
Seiyū: Shun Horie, Justin Briner (inglés)
Es un programador que estuvo trabajando en 2 proyectos durante las vacaciones debido a que su asistente desapareció justo antes del lanzamiento del juego, lo que obligó a Ichirō a reparar todos los errores y especificaciones. Su director apenas puede recordar su nombre a pesar de que han estado en el mismo equipo durante medio año como máximo. Él casi lo llama Satou. También se lo ha llamado Satou desde sus días de escuela. Se despertó en un mundo como un juego después de quedarse dormido en su escritorio durante unas 30 horas de depuración y control, lo que le hizo pensar que era un sueño al principio. Llegó a un mundo paralelo como un adolescente de 15 años llamado Satou. Sus atributos iniciales eran todos 10 en el nivel 1. Se desmayó después de activar [Lluvia de Meteoritos] y nivelar de 1 a 310. Puede cambiar su información, como nombre, título, nivel, habilidades, etc, pero se limita solo a aquellos que ha obtenido, puede obtener títulos y habilidades con solo realizar la acción la primera vez, siendo normalmente el caso obtener habilidades al subir de nivel, por el contrario Satou al subir de nivel no obtiene ninguna habilidad o título adicional.
Pochi (ポチ?)
Seiyū: Hiyori Kono
Es una chica-perro semi-humana, originalmente era un esclavo anónimo conocido simplemente como "Perro" que pertenecía a un hombre llamado Woose, pero se convirtió en un "sin maestro" después de su muerte. Ella recibió el nombre de "Pochi" por parte de Satou durante los eventos del laberinto y se convirtió en su esclavo después de abandonar el laberinto, junto a Tama y Liza, ella es muy energética y suele ser engañada por Arisa con bromas infantiles, suele escribir historias.
Tama (タマ?)
Seiyū: Kaya Okuno
Es una chica gato semi-humana, originalmente un esclavo sin nombre conocido simplemente como "Gato" perteneciente a un hombre llamado Woose, pero se convirtió en "sin maestro" después de su muerte. Ella recibió el nombre de "Tama" por parte de Satou durante los eventos del laberinto y se convirtió en su esclava después de abandonar el laberinto junto a Pochi y Liza. Ella suele hablar de forma perezosa y desinteresada, le gusta dormir en el regazo de Satou, suele dibujar.
Liza (リザ?)
Seiyū: Minami Tsuda
Es una chica-lagarto semi-humana, originalmente era un esclavo perteneciente a un hombre llamado Woose, pero se convirtió en "sin maestro" después de su muerte. Ella se convirtió en esclava de Satou después de salir del laberinto, junto a Pochi y Tama. Su nombre se deriva de su verdadero nombre en lugar de la palabra "lagarto" (al menos según Satou), ya que su verdadero nombre es demasiado difícil de pronunciar para las lenguas humanas. Su tribu solía vivir en los humedales, pero fueron aniquilados por la tribu de la comadreja hace años. Ella fue secuestrada por un humano que cazaba esclavos cuando estaba deambulando con su familia. Ella es muy seria y se apega a su papel como esclavo, suele actuar como la hermana mayor de Tama y Pochi.
Arisa (アリサ?)
Seiyū: Aoi Yūki
Una esclava, ella se reencarnó en el Reino Kubooku como una princesa con la memoria de su vida anterior intacta. Ella usó la memoria de su vida anterior para mejorar el reino, sus proyectos fallaron de forma "anti-natural" y su país fue tomado por un país vecino, el rey, el príncipe heredero y sus consortes fueron ejecutados, los príncipes y princesas restantes fueron puestos bajo la maldición de la habilidad "Geass", a vivir como esclavos hasta su muerte. Durante el ataque de un demonio escapó junto a Lulu y se encontraron con el comerciante de esclavos Nidoren. Su cabello e iris violeta son considerados malos augurios, y podría ser la razón por la que no se vendió. Parece que ella es de un Japón en un mundo paralelo al de Satou. Ella ocultó sus habilidades para evitar que la compraran. Le gustó a Satou cuando lo vio por primera vez debido a que era un joven adolescente Japonés, ella es Shotacon. Es la medio-hermana menor de Lulu.
Lulu (ルル?)
Seiyū: Marika Hayase
Una esclava, su bisabuelo era japonés. Ella es vista como fea y desagradable debido a los diferentes estándares de belleza en este mundo, a pesar de que es extremadamente hermosa a los ojos de los japoneses siendo la perfecta Yamato Nadeshiko, debido a sus características era abusada e insultada, ella tiene complejo de inferioridad y al ser llamada linda o hermosa, se deprime pensando que la están molestando, piensa que Satou le dice que es linda solo por lastima. Ella nació en el Reino de Kubooku siendo hija ilegítima del rey con una sirvienta y la medio-hermana de Arisa, al igual que Arisa está bajo la maldición del Geass obligada a ser una esclava hasta su muerte.
Misanalia Boruenan (ミサナリーア・ボルエナン Misanarīa Boruenan?)
Seiyū: Airi Eino
Es la elfa más joven del bosque de Boruenean y la hija de Laya (Lamisauya) y Lia (Lilinatoa). Ella es secuestrada por el Rey no muerto Zen, obligándola a ser el maestro del Laberinto Trazayuya, rescatada por Mize fue confiada a Satou para llevarla al bosque Boruenean, Zen regresa y secuestra nuevamente a Mia, Satou la rescata destruyendo el Laberinto.
Nana (ナナ?)
Seiyū: Kiyono Yasuno
Un Homonculus creado basado en Mia que estaba con el Golem de Hierro en el cuarto central del laberinto creado por Trazayuya. Satou se convirtió en su maestro después de que derrotó a su maestro anterior, Zen. Ella llama a Mia, madre, debido a que Nana fue creada a partir del ADN de Mia. Su número de Serie es 7, de ahí su nombre "Nana".
Zena Marientail (ゼナ・マリエンテール Zena Marientēru?)
Seiyū: Rie Takahashi, Julie Escudos (inglés)
Zena es un soldado mágico perteneciente al ejército territorial de la ciudad de Seryuu, su linaje es de la casa Caballero Marientail donde su familia es criada de Conde Seryuu. Ella tiene un hermano menor; Yukel Marientail, quien actualmente es la cabeza de familia. Aunque su familia es noble, son del rango más bajo, con riquezas humildes y carecen de estatus en la política gubernamental. Zena es una experta usuaria de viento y ha sido evaluada como un futuro prometedor como soldado. Ella se enamora de Satou al ser salvada por el durante una batalla contra un Wyver, Ella tiene una personalidad muy alegre e inocente, causando que Lilio siempre se burle de ella con temas referentes al amor y su enamoramiento con Satou.
Iona (イオナ?)
Seiyū: Rika Kinugawa
Iona es un soldado perteneciente al ejército territorial de la ciudad de Seryuu. Ella es de una familia de rama de un noble, forma parte del escuadrón de Zena.
Martha (マーサ?)
Seiyū: Nanami Atsugi
Martha es la joven hija de la casera de Monzen Inn, situada en la ciudad Seryuu, y una de las primeras conocidas de Satou. A pesar de tener 13 años su pecho es grande y aparenta tener al menos entre 15 y 16 años.
Mosa (モーサ?)
Seiyū: Yūko Gotō
Ella es la encargada de la posada Monzen Inn de la ciudad Seryuu. Martha es su hija, Satou dice que si tuviera 20 kilos menos estaría en su zona de "Strike".
Yuni (ユニ?)
Seiyū: Ryōna Kuchioka
Una ayudante de Monzen Inn. Ella se convierte en una de las primeras amigas de Pochi y Tama. Tiene 11 años.
Ohna (オーナ Ōna?)
Seiyū: Rie Suegara
Orna es una sacerdotisa y oráculo en el Templo Parion que sirve la diosa Parion, hija del conde Seryuu, la madre de Zena fue su nodriza, ella está enamorada del hermano menor de Zena.
Boido (ボイド?)
Seiyū: Kōji Seki
Es el sacerdote principal en el templo Zaikuon. Es un astuto hombre quién engaña a las personas haciéndolas creer que los semi-humanos son demonios.

## Media

### Novela ligera
Hiro Ainana publicó primero Marcha de la muerta Rapsodia del Mundo Paralelo como una novela web en el sitio de contenidos generados por usuarios Shōsetsuka ni Narō en 2013, antes de que la publicara como una novela ligera con ilustraciones por shri. El primer volumen fue publicado por Fujimi Shobo en marzo de 2014. Treinta y tres volúmenes han sido publicados a la fecha.
El publicador estadounidense Yen Press anunció su licencia de las novelas el 20 de mayo de 2016. En septiembre de 2021, Editorial Kamite anuncio la licencia de las novelas para México.

### Manga
Ayamegumu empezó una adaptación a manga la revista de Fujimi Shobo Age Premium en diciembre del 2014. Age Premium cesó la publicación en su edición número 49 el 9 de julio de 2016, y el manga fue uno de cinco títulos que fue transferido a Monthly Dragon Age. El manga ha sido licenciado para Yen Press para Estados Unidos y por Editorial Kamite para México.
Akira Segami lanzó una precuela del manga, "Desu Machi Kara Hajimaru Isekai Kyōsōkyoku EX: Arisa no Isekai Funtōki (デスマーチからはじまる異世界狂想曲 Ex アリサ王女の異世界奮闘記)" titulado en inglés: "Death March to the Parallel World Rhapsody: Arisa's Otherworldly Struggle", con demografía shōnen en la revista Monthly Dragon Age en la editorial Fujimi Shobo el 9 de febrero de 2018.

### Anime
Una adaptación a anime fue anunciada en el cuarto volumen del manga el 10 de diciembre de 2016. La serie televisiva está dirigida por Shin Ōnuma en Silver Link y Connect con guiones escritos por Kento Shimoyama, mientras Shoko Takimoto diseña los personajes. MONACA compone la música en DIVE II Entertainment. La serie fue estrenada el 11 de enero de 2018 en AT-X, con transmisiones adicionales en Tokyo MX y BS11. Esté contará con 12 episodios. El tema de apertura es ""suraidoraido" (スライドライド Slide Ride?)" por The Run Girls, Run!, mientras el tema del final es ""Suki no skill" (スキノスキル?)" por Wake Up, Girls!. Crunchyroll está transmitiendo la serie, mientras Funimation transmite el doblaje simultáneo.
El 1 de julio de 2019, Crunchyroll anunció que la serie recibió un doblaje en español latino, que se estrenó el 25 de julio.
En noviembre de 2024, se anunció la producción de una secuela.